# Åsa Karlsson
Åsa Kristina Birgitta Karlsson, född 25 maj 1960, är en svensk historiker och ämbetsman.
Åsa Karlsson utbildade sig vid Uppsala universitet, där hon disputerade 1994 på en avhandling om Karl XII:s förmögenhetsbeskattning. Hon efterträdde 2002 Göran Nilzén som huvudredaktör för det av Riksarkivet utgivna Svenskt biografiskt lexikon, under dess självständiga tid fram till 2009 som myndighetens generaldirektör.
Hon är gift med litteraturhistorikern Nils Ekedahl, docent och prorektor för Södertörns högskola.

## Utmärkelser
- H.M. Konungens medalj av 8:e storleken i Serafimerordens band, 28 januari 2025[2]